# Rue du Fossé aux Loups
 (mai 2020).
Si vous disposez d'ouvrages ou d'articles de référence ou si vous connaissez des sites web de qualité traitant du thème abordé ici, merci de compléter l'article en donnant les références utiles à sa vérifiabilité et en les liant à la section « Notes et références ».
La rue du Fossé aux Loups (en néerlandais : Wolvengracht) relie la place de Brouckère à la rue Montagne aux Herbes Potagères à Bruxelles. Elle est perpendiculaire au boulevard Anspach et la rue Neuve et suit l'ancien trajet de la première enceinte de la ville. 

## Étymologie
Le nom français actuel résulte d'une traduction littérale du néerlandais Wolvengracht. De loups point de traces en cet endroit : au Moyen Âge, on employait le nom Wolfgracht, à cause de la proximité de terrains appartenant à un certain Wolf.

## Historique
La rue du Fossé aux Loups était jadis beaucoup plus longue. Avant le voûtement de la Senne, sa partie rectiligne se prolongeait au-delà de l'actuelle place de Brouckère, puis faisait un angle droit vers la rue de l'Évêque jusqu'à l'ancien pont des Vanniers, qui se trouvait à l'entrée de l'actuel parking 58. Le percement des boulevards centraux en 1867-1871  sectionna la rue. La partie rectiligne de la rue du Fossé aux Loups située au-delà de la place de Brouckère, prolongée jusqu'à la rue de Laeken, fut rebaptisée rue des Augustins. Ce nom rappelle le couvent des Augustins. C'est ces pères augustins qui produisait le pain à la grecque, brood van de grecht, en bruxellois, c'est-à-dire le pain du Fossé. Quant à la partie coudée, elle fut rebaptisée rue des Vanniers, en souvenir du pont du même nom. Cette dernière rue disparut complètement en 1966, engloutie par le mastodonte de la Tour Philips.

## Patrimoine architectural
La rue du Fossé aux Loups est marquée par les bâtiments suivants:
- n° 10-12 : L'ancien cinéma Caméo, bâti en style Art déco (1925-1926);
- n° 18-18A : L'ancien théâtre La Gaîté en style Beaux-Arts (1910-1911), dont la cave abrita longtemps un cabaret réputé, Chez Paul au Gaity, classé par Time Magazine premier night-club d'Europe;
- n° 28-30 : « Monnaie-Building »   par les architectes Edgard Cosyns et Marcel Chabot[1].
- n° 32 : l'ancien siège du Crédit du Nord Belge, un hôtel de maître du milieu du XVIIIe siècle transformé en 1920 pour une banque dont l'ancienne salle des guichets en style Beaux-Arts est désormais occupée par un restaurant;
- n° 34 : L'ancienne Librairie Castaigne, où des générations d'écoliers sont venues se fournir en manuels scolaires est occupée par la librairie de voyage L'Anticyclone des Açores;
- n° 46-46B, 48 : l'ancien siège de la Caisse Générale d'Épargne et de Retraite, vendu en 2011 par BNP Paribas Fortis;
- n° 39-41 : les Ateliers de la Monnaie;
- n° 47 : l'hôtel Radisson. Des restes de la première enceinte peuvent être vus dans l'atrium de ce bâtiment. Lors de l'aménagement du parking des anciens Établissements Vanderborght en 1973, on avait découvert un tronçon de courtine de 34 m de long, qui fut classé en 1984. Lors de la construction du complexe hôtelier en 1987, ces vestiges s'écroulèrent ou furent délibérément abattus. À la suite des injonctions de la Commission royale des Monuments et des sites, le mur fut grossièrement remonté[2] dans l'atrium.
- n°66 : L'éditeur et libraire N. J. Grégoire y produisait et y présentait sa Nouvelle encyclographie médicale.
- n°74 : se tenait en 1844 le Bureau de la Pasinomie.

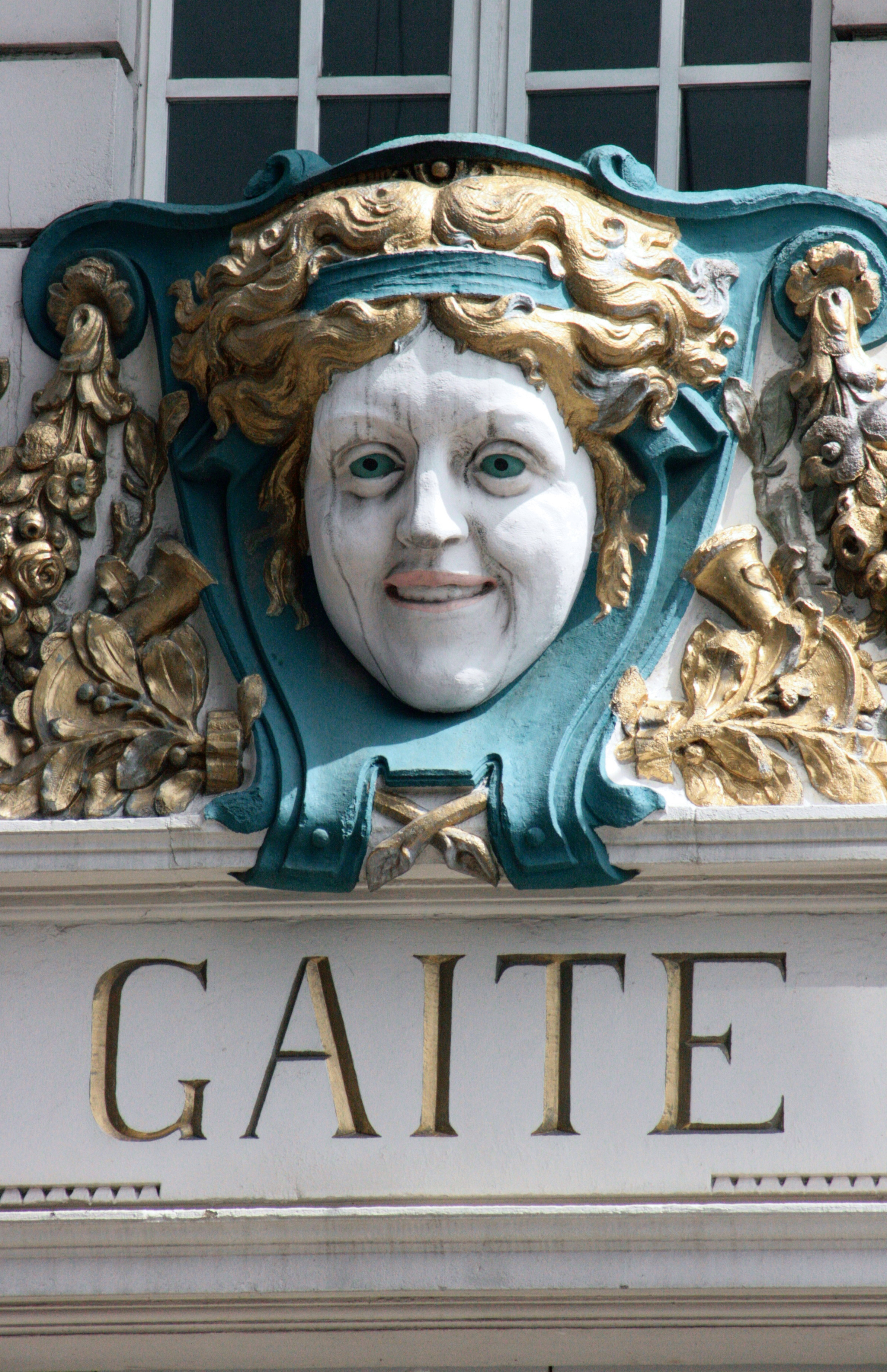
n° 18 : Enseigne de l'ancien théâtre La Gaîté
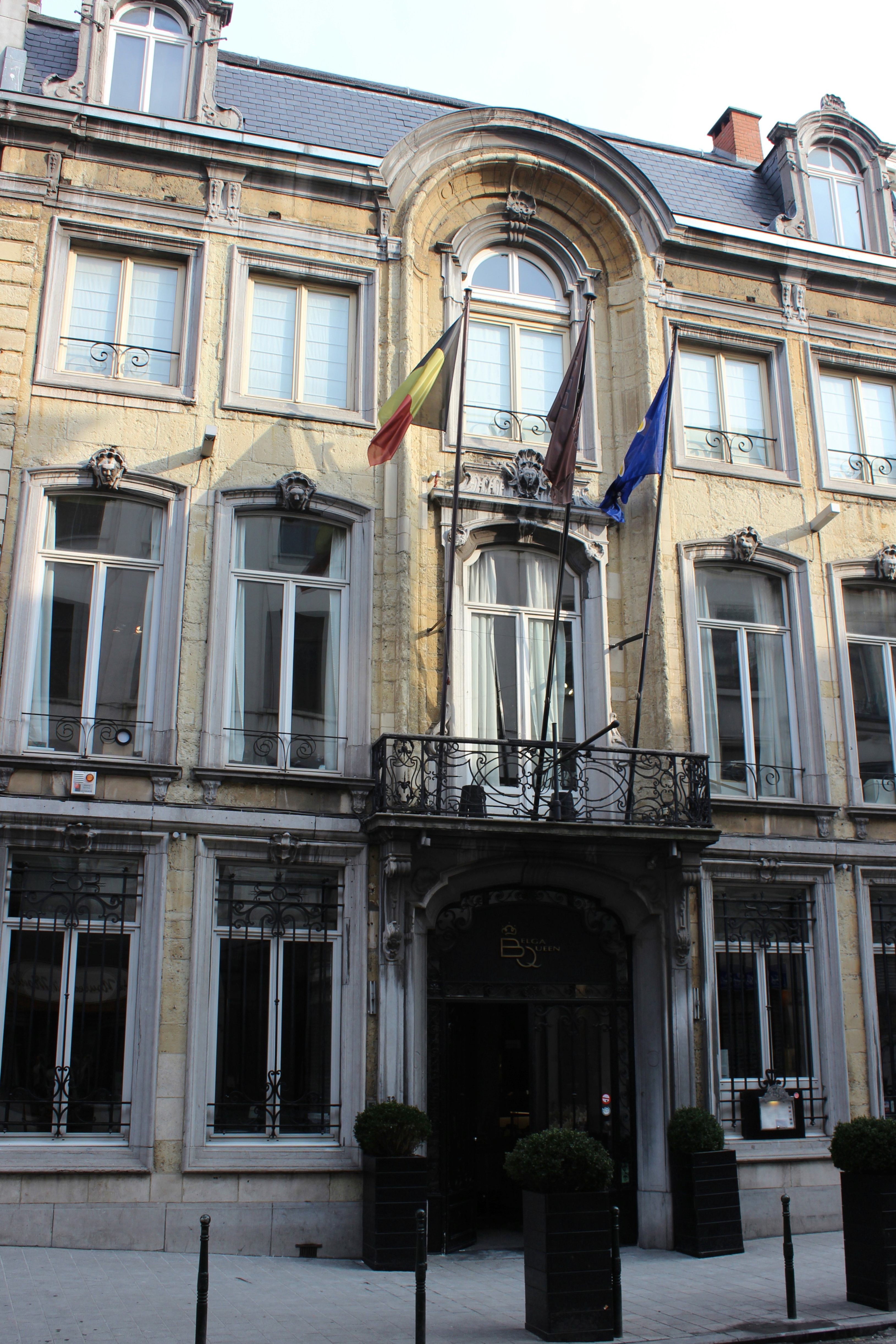
n° 32 : Hôtel de maître du XVIIIe siècle
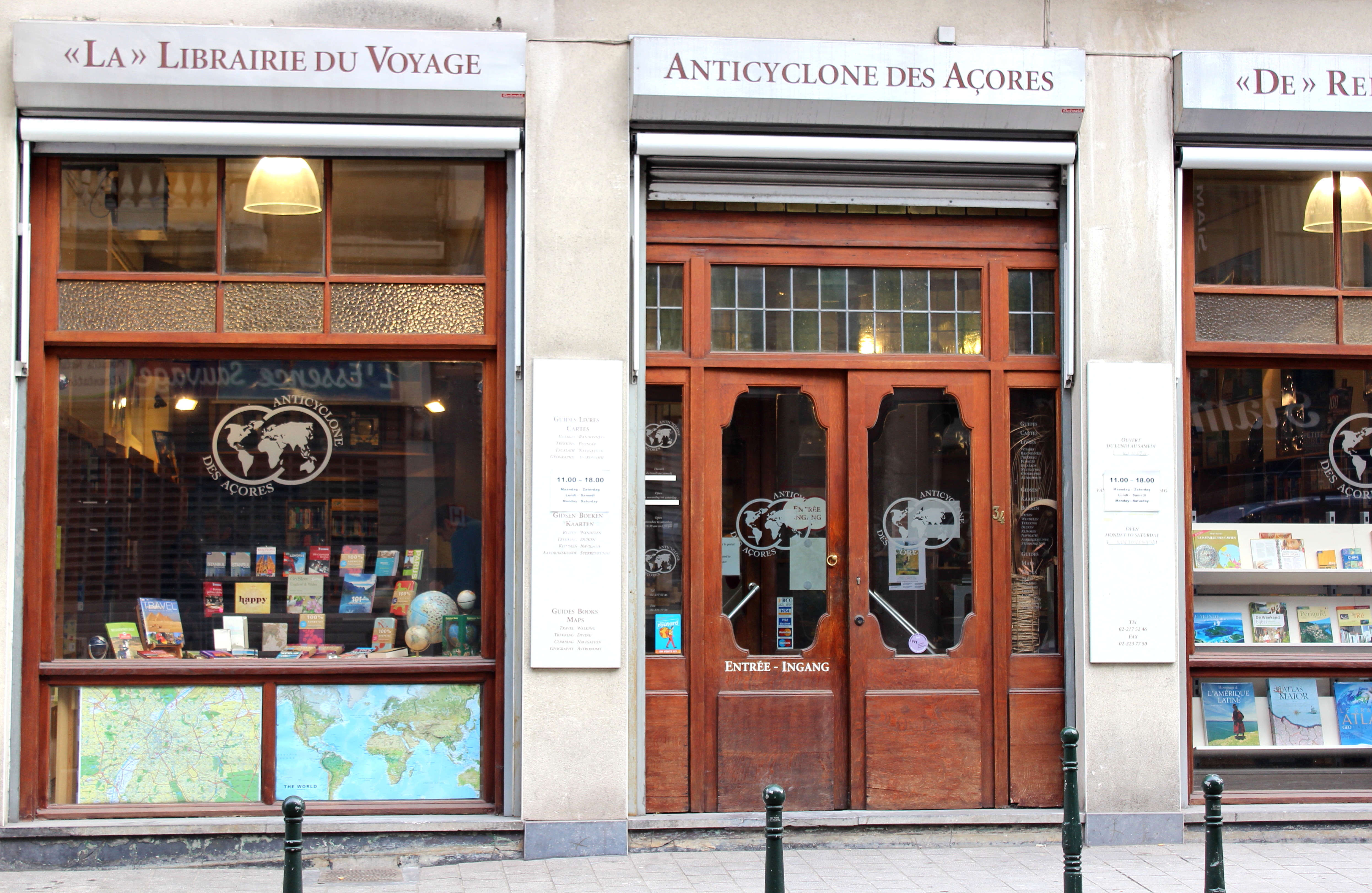
n° 34 : Devanture de l'ancienne Librairie Castaigne
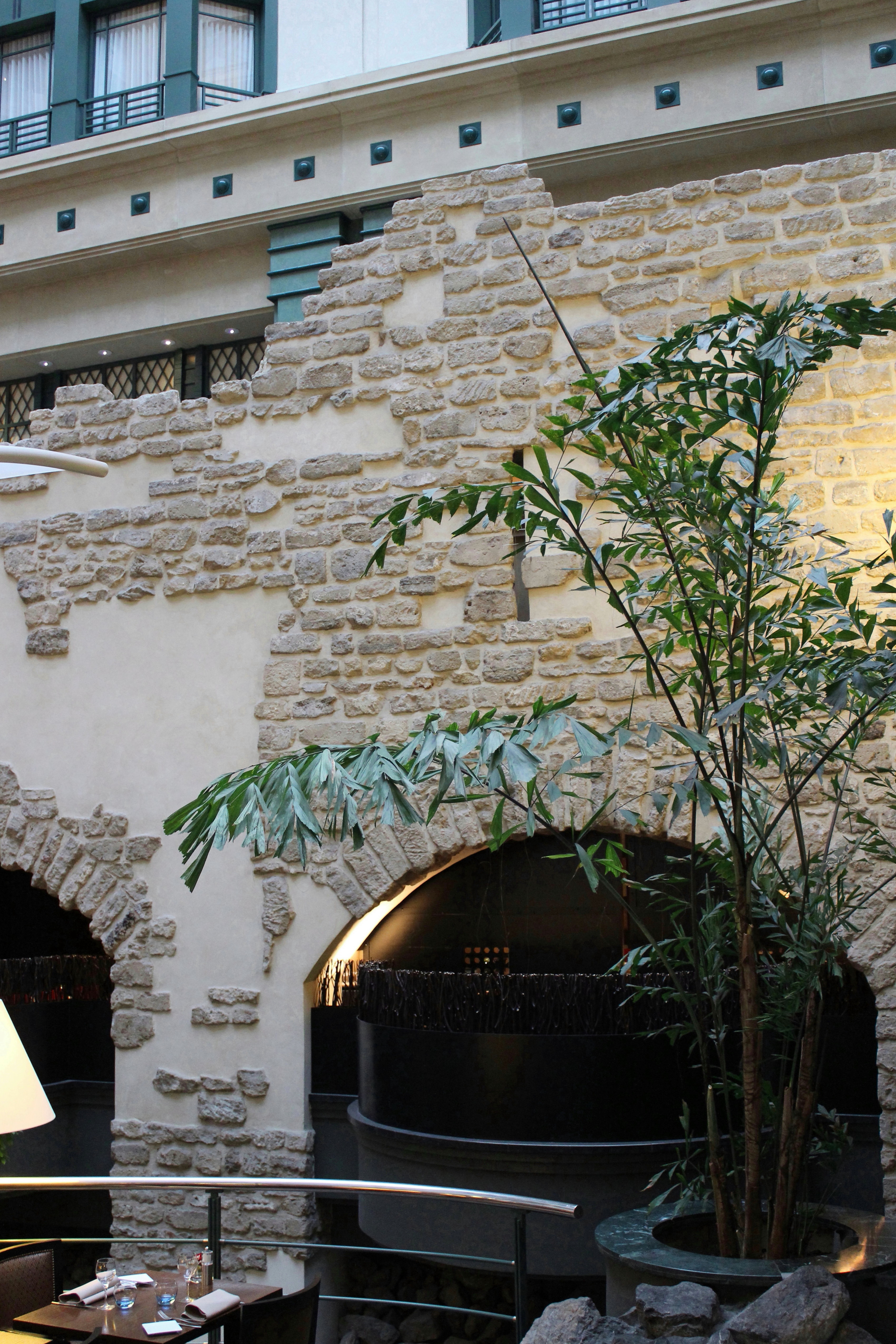
n° 47 : «vestiges» de la première enceinte